# بين ليلة وضحاها (مسلسل)
بين ليلة وضحاها هو مسلسلٌ تلفزيونيٌّ سعودي مكونٌ من 30 حلقة، عُرض بدءً من 18 سبتمبر 2016.

## قصة العمل
يتزوج خالد وليلى، ويتطلع الاثنان إلى حياة زوجية هادئة وسعيدة، ولكن تمرض ليلى بالسرطان، وعندما تكتشف أن أيامها معدودة، تقرر التقريب بين شقيقتها ضحى وزوجها خالد، حتى تطمئن عليه وعلى ابنتها بعد وفاتها، وتمر الأيام وتُشفى ليلى من مرضها بمعجزة، وعندما تقرر العودة إلى حياتها الطبيعية، تفاجئ بوجود شقيقتها فيها بشكل آخر غير الذي رتبت له.

## طاقم العمل
- عبدالمحسن النمر (خالد)
- خالد البريكي (عبد الله)
- يامور (ليلى)
- فخرية خميس (أم خالد)
- إلهام علي (ضحى)
- ميسون الرويلي (عبير)
- شفيقة يوسف (أم عبد الله)

## وصلات خارجية
- بين ليلة وضحاها على موقع قاعدة بيانات الأفلام العربية